# Berwick Rangers FC
Berwick Rangers Football Club is een voetbalclub uit de stad Berwick-upon-Tweed, Engeland, net ten zuiden van de grens met Schotland. De club werd opgericht in 1984 en speelt momenteel in de Lowland Football League, het vijfde niveau van het Schotse voetbal. Tot 2019 was het de enige club buiten Schotland die speelde in de Scottish Professional Football League. Thuiswedstrijden worden afgewerkt op Shielfield Park, dat een capaciteit van iets meer dan 4.000 heeft.
De club werd opgericht in 1881 alhoewel er ook 1883 beweerd wordt. De Rangers waren een nomadeteam dat zijn thuishaven vond in 1954 in het Shielfield Park. In 1905 sloot de club zich bij de Scottish Border League aan en werd in 1955 toegelaten tot de Scottish Football League waar de club nog steeds speelt ondanks financiële problemen en weinig toeschouwers. Een jaar voor de toelating tot de League haalde de club de kwartfinale van de beker, tien jaar later zou de halve finale gehaald worden.
In 1979 werd de club kampioen van de derde klasse. In de jaren 80 ging het echter bergaf met de club en in seizoen 1988/89 ging de club bijna failliet en werd uit zijn stadion gezet. Jim Jefferies nam het roer over als trainer en zorgde voor een clubrecord van 21 opeenvolgende ongeslagen wedstrijden. Ook de volgende jaren had de club het nog financieel moeilijk en in 1997 degradeerde de club naar de 4e klasse. In 2000 promoveerde de club opnieuw en kon dan 5 seizoenen standhouden. Na de titel in 2007 kon de club opnieuw in de derde klasse spelen.
Berwick Rangers is een van de weinige clubs in de wereld die in een andere competitie speelt dan die van het eigen land. Drie Welshe clubs (Cardiff City, Wrexham AFC en Swansea City) spelen in de Engelse competitie, de Welshe competitie is nog niet zo oud en is maar semiprofessioneel. De New Zealand Knights was een team uit Auckland en speelde in de Australische competitie. De Canadese ploegen Toronto FC en Vancouver Whitecaps spelen in de Amerikaanse liga en het Noord-Ierse Derry City speelt in de Ierse competitie. AS Monaco speelt in de Franse competitie en enkele clubs uit Andorra spelen in de Spaanse competitie. Berwick ligt zo dicht bij de Schotse grens dat het makkelijker is om in Schotland te spelen dan tegen Engelse teams. Er is ook een nauwe culturele en historische band met Schotland. Tot het jaar 1482 hoorde de plaats bij Schotland, maar werd toen door Engeland veroverd.

## Erelijst
- Scottish Football League Second Division

Winnaar (1): 1978/79
- Scottish Football League Third Division

Winnaar (1): 2006/07

## Eindklasseringen
| 8 |

| 3 |

| 5 |

| 13 |

| 14 |

| 18 |

| 19 |

| 9 |

| 9 |

| 9 |

| 8 |

| 17 |

| 12 |

| 8 |

| 11 |

| 10 |

| 14 |

| 16 |

| 9 |

| 14 |

| 13 |

| 9 |

| 5 |

| 9 |

| 11 |

| 8 |

| 4 |

| 1 |

| 12 |

| 14 |

| 4 |

| 9 |

| 3 |

| 13 |

| 12 |

| 14 |

| 13 |

| 13 |

| 5 |

| 8 |

| 12 |

| 8 |

| 2 |

| 5 |

| 3 |

| 10 |

| 6 |

| 5 |

| 2 |

| 3 |

| 6 |

| 5 |

| 5 |

| 10 |

| 2 |

| 1 |

| 10 |

| 9 |

| 6 |

| 6 |

| 7 |

| 4 |

| 5 |

| 8 |

| 6 |

| 8 |

| 8 |

| 10 |

| 12 |

| Niveau 1 | Niveau 2 | Niveau 3 | Niveau 4 | Niveau 5 Lowland League |

| Periode    | Niveau 1                | Niveau 2              | Niveau 3            | Niveau 4            |
| 1893-1975  | Division One            | Division Two          | Division Three      | --                  |
| 1975-1998  | Premier Division        | First Division        | Second Division     | Third Division      |
| 1998-2013  | Scottish Premier League | First Division        | Second Division     | Third Division      |
| 2013-heden | Scottish Premiership    | Scottish Championship | Scottish League One | Scottish League Two |

## Records
- Grootste overwinning: 8-1 tegen Forfar Athletic in 1965
- Grootste nederlaag: 1-9 tegen Hamilton Academical in 1980
- Hoogste aantal toeschouwers: 13 365 tegen Rangers in 1967